# Afidnas

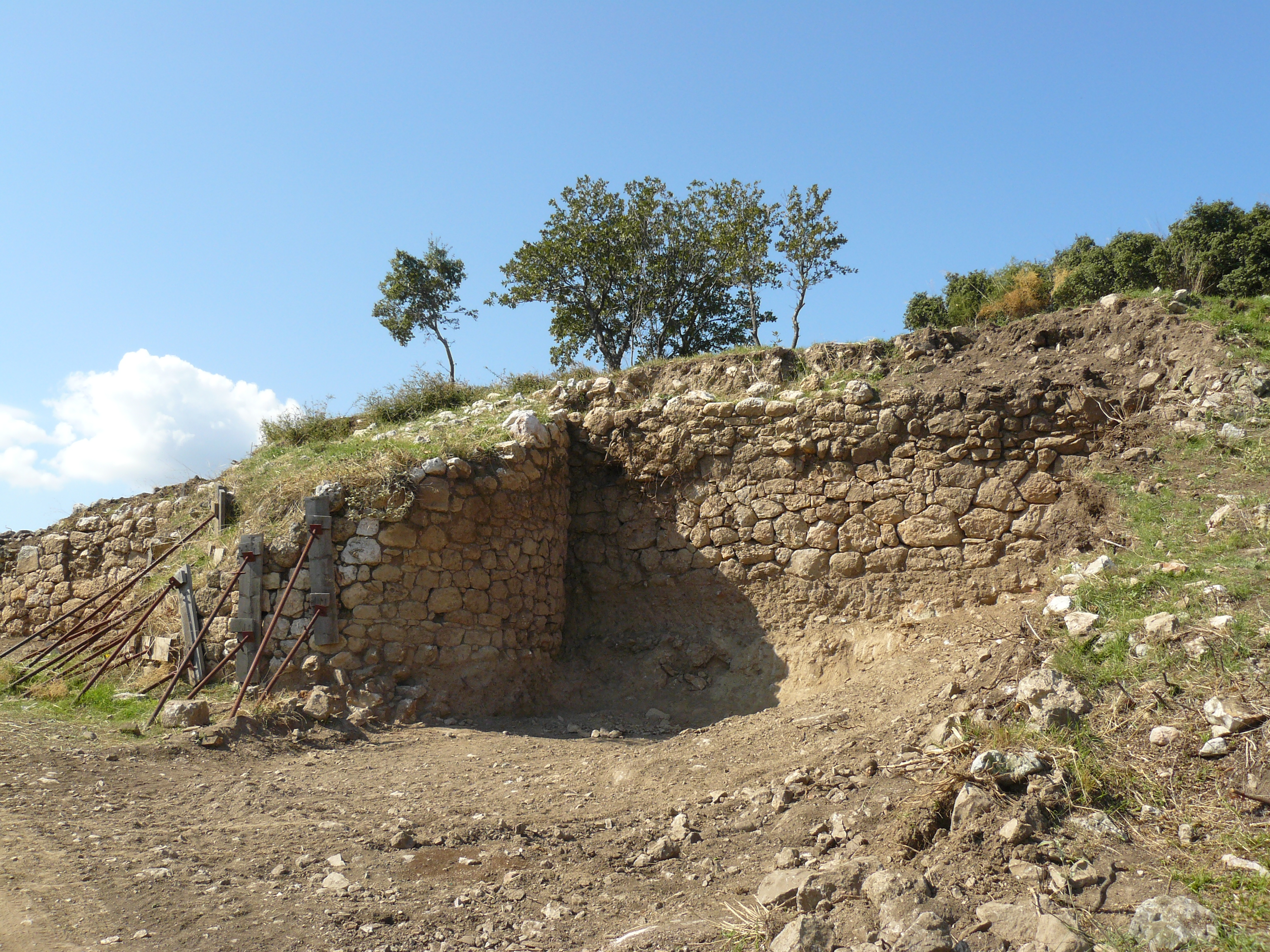
Restos de muros y de una torre circular de la antigua Afidnas.

Afidnas (en griego antiguo Ἄφιδνα o Ἀφίδναι; desde la Edad Media hasta 1919 Κιούρκα; actualmente Αφίδνες) es un pueblo de la región del Ática, situado a 27 km al norte de Atenas (Grecia). Desde 2011, por aplicación del plan Calícrates, forma parte del municipio de Oropo. Tiene una estación de ferrocarril de la línea Atenas - Lamía - Tesalónica, y por el este pasa la autopista número 1. El año 2011 tenía 2543 habitantes.
Afidnas está considerada como una de las doce antiguas ciudades que el mítico rey Cécrope estableció en el Ática y que más tarde fueron unidas por Teseo en la ciudad de Atenas. Otra tradición indica que Afidnas fue el lugar en el que Teseo dejó a Helena después de raptarla. Aquí nació el orador y general Calístrato de Afidnas. 
En el sitio arqueológico de Afidnas se han realizado excavaciones desde el siglo XIX. Es destacable un túmulo funerario de la Edad del Bronce Media que se encuentra a 1,5 km al suroeste de la acrópolis y que contenía trece enterramientos; algunos en pozos profundos, otros  en pithoi y otros en cistas. Se encontraron en ellas huesos, cerámica y algunos pequeños objetos de oro, plata y  bronce, así como cuentas de piedra y hojas de obsidiana.